# Lista stacji metra w Los Angeles

Obecna mapa linii metra w Los Angeles, uwzględniająca także linie autobusowe Metro Liner

System metra w Los Angeles (Los Angele County Metro Rail) znany również w skrócie jako Metro Rail stanowi połączenie sieci szybkiej kolei podziemnej z siecią lekkiej kolei (light rail) na terenie Hrabstwa Los Angeles w Kalifornii. Operatorem obu systemów jest Los Angeles County Metropolitan Transportation Authority (LACMTA). System złożony jest z dwóch linii tradycyjnego metra i trzech linii lekkiej kolei miejskiej, które funkcjonują na torach o długości 127,3 km. W lipcu 2011, stacja metra obsługiwało codziennie średnio 349 431 pasażerów oraz tygodniowo 2 120 994 pasażerów. Metro Rail jest jednym z największych systemów metra i lekkiej kolei miejskiej w Stanach Zjednoczonych pod względem ilości przejazdów.
Metro Rail rozpoczął swoją działalność w dniu 14 lipca 1990, kiedy to otwarto pierwszy odcinek niebieskiej linii lekkiej kolei miejskiej pomiędzy stacją Pico położonej w śródmieściu Los Angeles a stacją Anaheim Street w Long Beach; dnia 1 września 1990 roku linia została przedłużona do stacji Downtown Long Beach i Pacific Avenue w centrum Long Beach. 15 lutego 1991 oddano do użytku kolejną część niebieskiej linii od stacji Pico do stacji 7th St/Metro Center. Czerwona linia metra została otwarta 30 stycznia 1993 roku między stacjami: Union Station a Westlake/MacArthur Park. Trzecią linię w systemie Metro Rail, zieloną linię lekkiej kolei miejskiej oddano do użytku 12 sierpnia 1995 roku na trasie od stacji Norwalk do stacji Redondo Beach. W dniu 22 maja 1996 roku otwarto nową część czerwonej linii metra do stacji Wilshire Western. Czerwona linia została ponownie rozbudowana i dnia 12 czerwca 1999 roku oddano do użytku odnogę czerwonej linii od stacji Wilshire/Vermont do stacji Hollywood/Vine. Ostatnią część czerwonej linii od stacji Hollywood Vine do stacji North Hollywood otwarto 24 czerwca 2000 roku. Złota linia lekkiej kolei miejskiej została otwarta dla pasażerów 27 lipca 2003 na trasie od Union Station do stacji Sierra Madre Villa w mieście Pasadena. Fioletowa linia metra stała się piąta linia kolejową Metro Rail dnia 24 sierpnia 2006 kiedy operator LACMTA dokonał podziału linii czerwonej na dwie linie: odnoga od Union Station do stacji metra Wilshire/Western stał się linią fioletową zaś odnoga od Union Station do North Hollywood pozostała nadal linią czerwoną. Tramwaje złotej linii zaczęły dojeżdżać od dworca kolejowego Union Station do stacji Atlantic po przedłużeniu trasy i uroczystym otwarciu w dniu 15 listopada 2009roku. Linia lekkiej kolei miejskiej Expo Line została otwarta dla ruchu pasażerskiego 28 kwietnia 2012 roku pomiędzy stacjami 7th Street/Metro Center a La Cienega/Jefferson; otwarcie dwóch nowych stacji nastąpiło w czerwcu 2012 roku. Drugie przedłużenie linii złotej z sześcioma nowymi stacjami od Sierra Madre Villa do APU Citrus College oddano do użytku 5 marca 2016 roku. Nowy odcinek linii Expo z siedmioma stacjami otwarto dnia 20 maja 2016.
System posiada dziewięćdziesiąt trzy stacje rozlokowane na sześciu liniach. Pięć spośród tych stacji to stacje węzłowe które pozwalają pasażerom na łatwe przesiadanie się pomiędzy liniami. Dziesięć z tych stacji to stacje końcowe. Czterdzieści dziewięć stacji mieści się na terenie Los Angeles, a pozostałe czterdzieści cztery stacje znajdują się w okolicznościach miejscowościach.

## Stacje

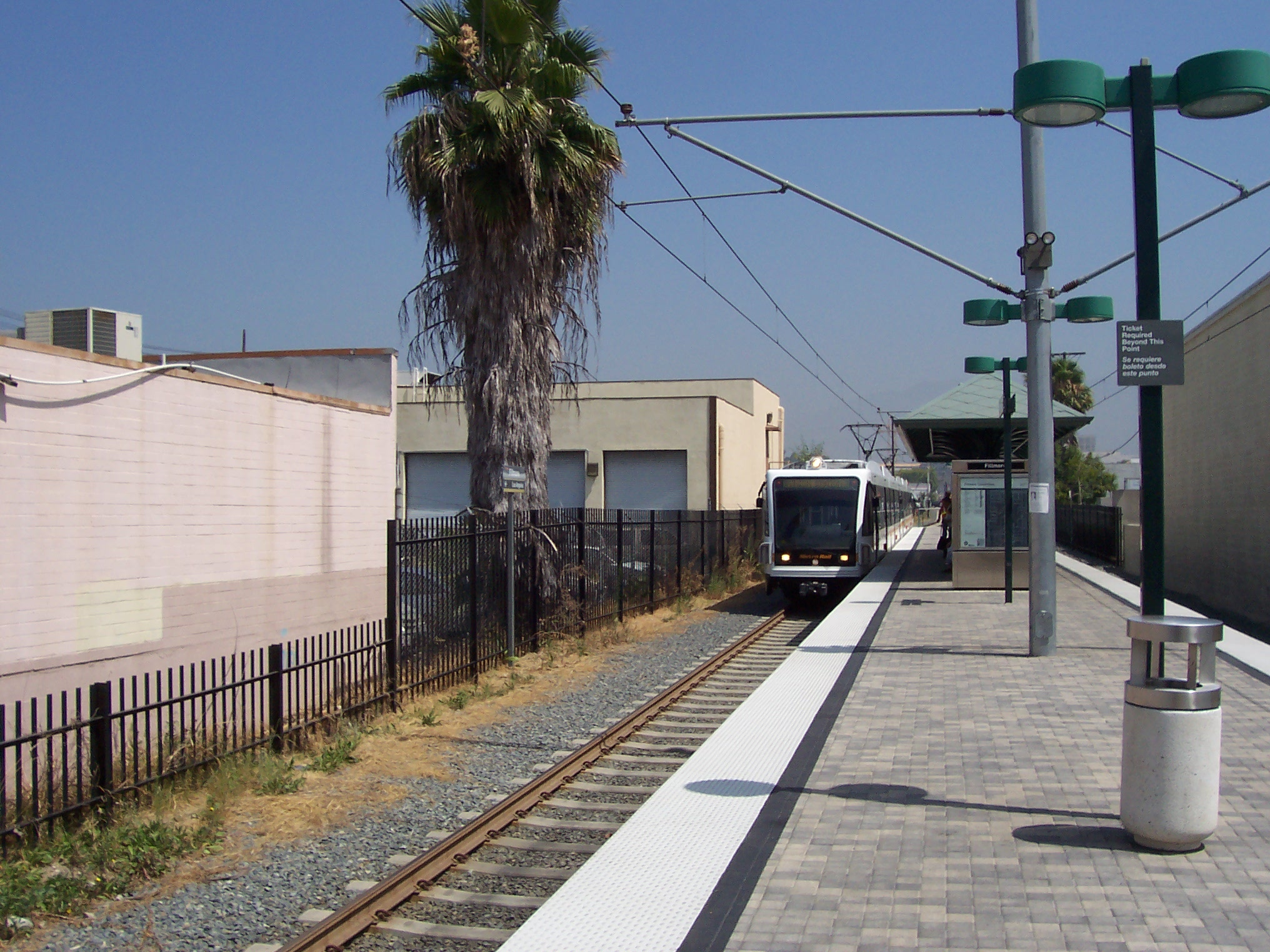
Peron stacji Fillmore

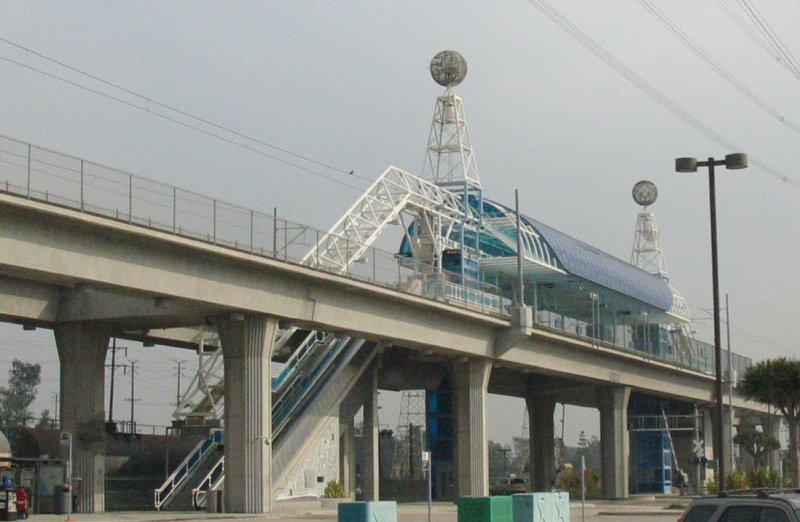
Stacja Redondo Beach. Widok z boku

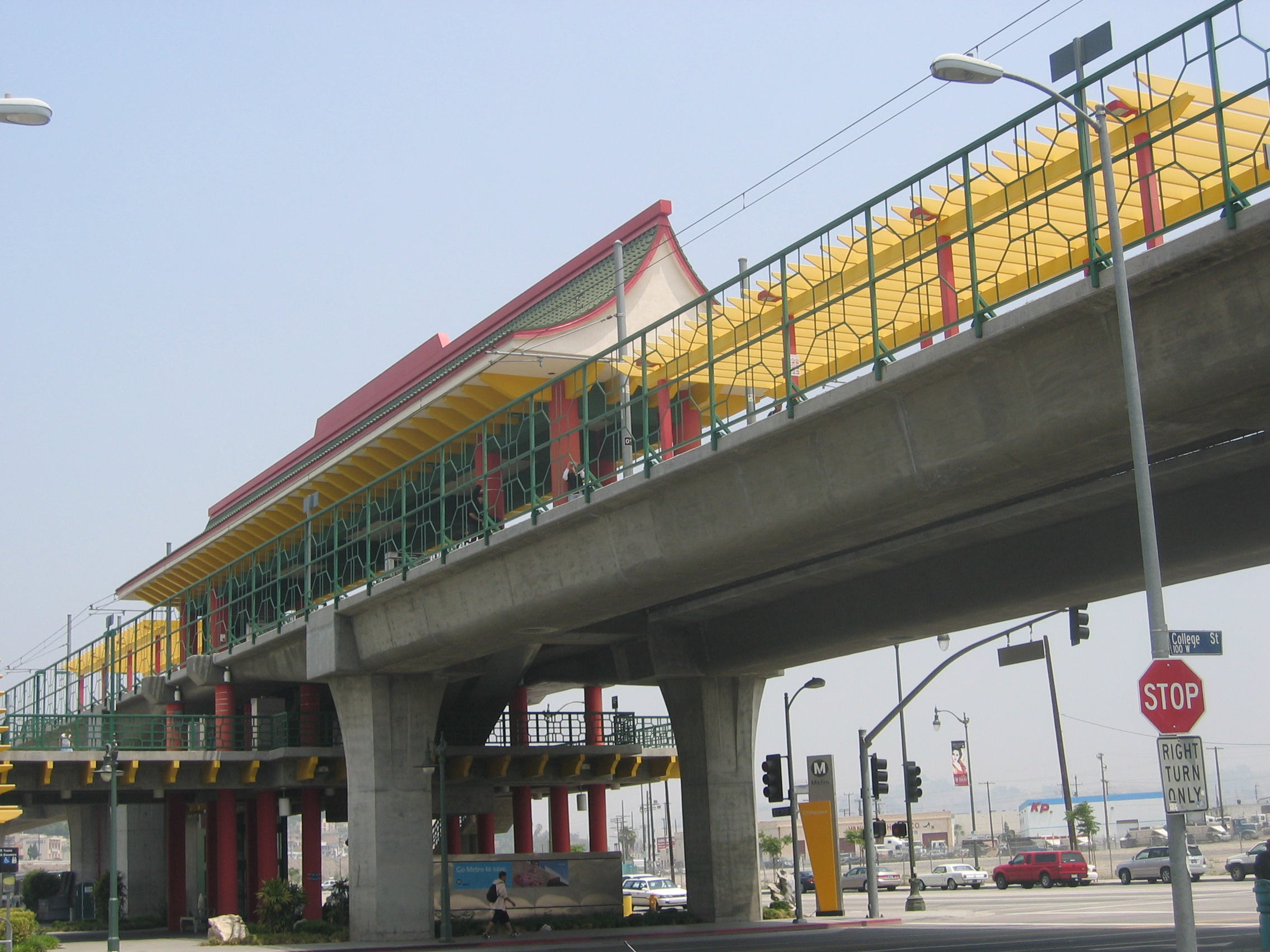
Stacja Chinatown

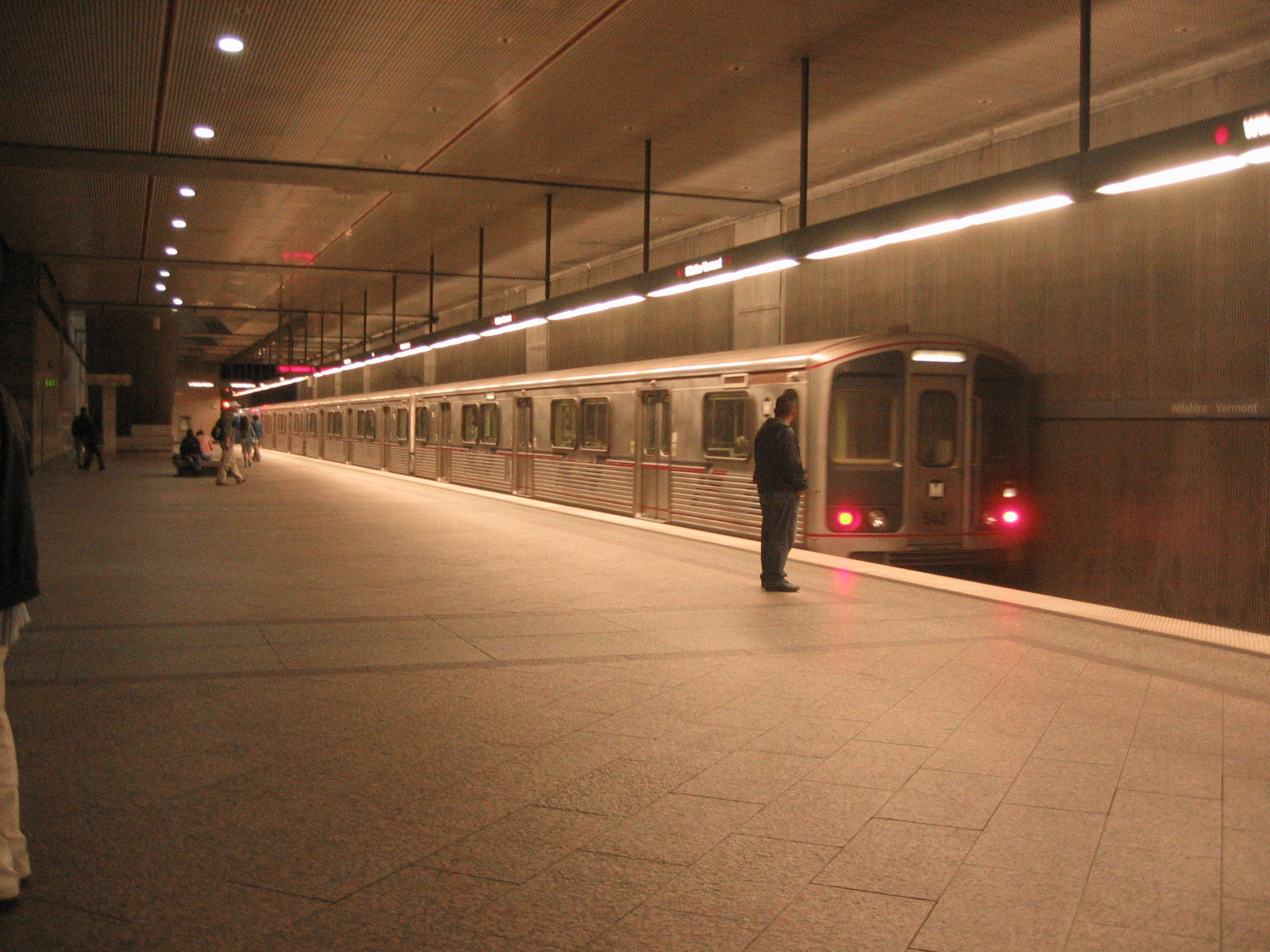
Peron stacji metra Wilshire/Vermont

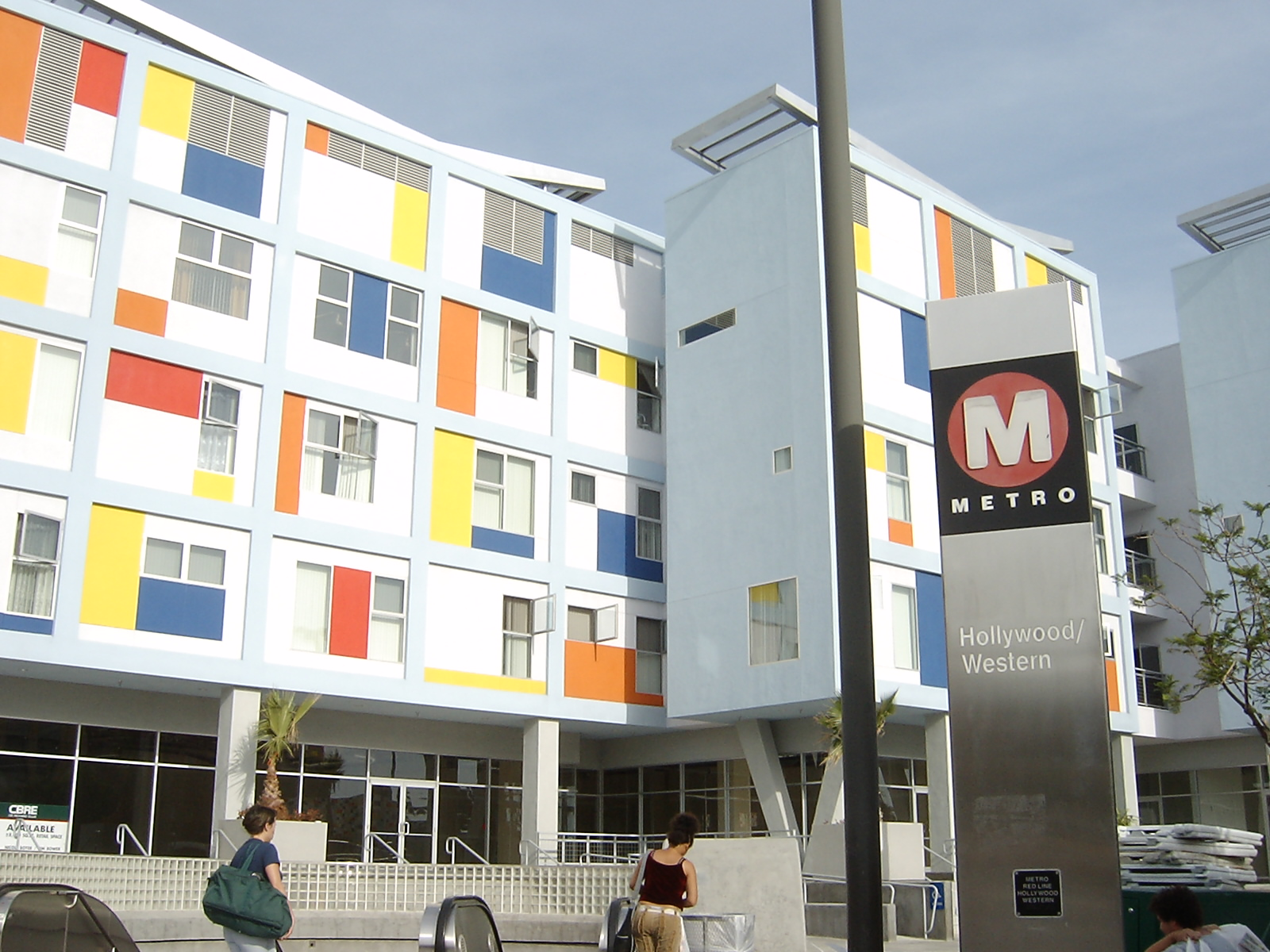
Wejście do stacji metra Hollywood/Western

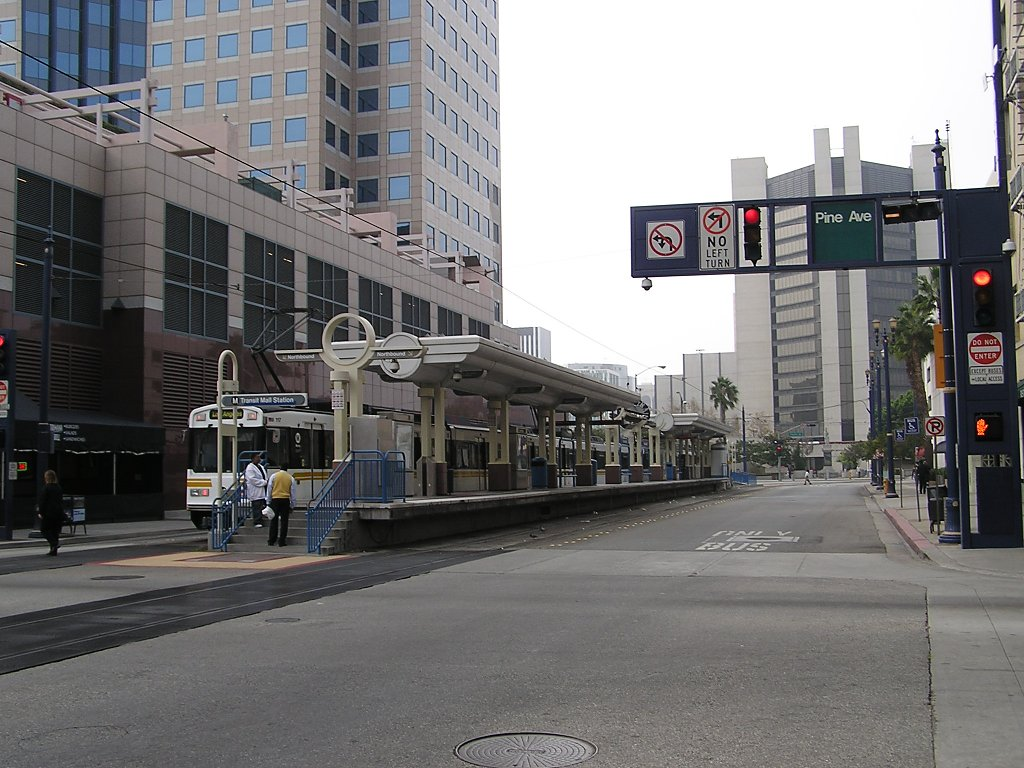
Tramwaj na stacji Downtown Long Beach

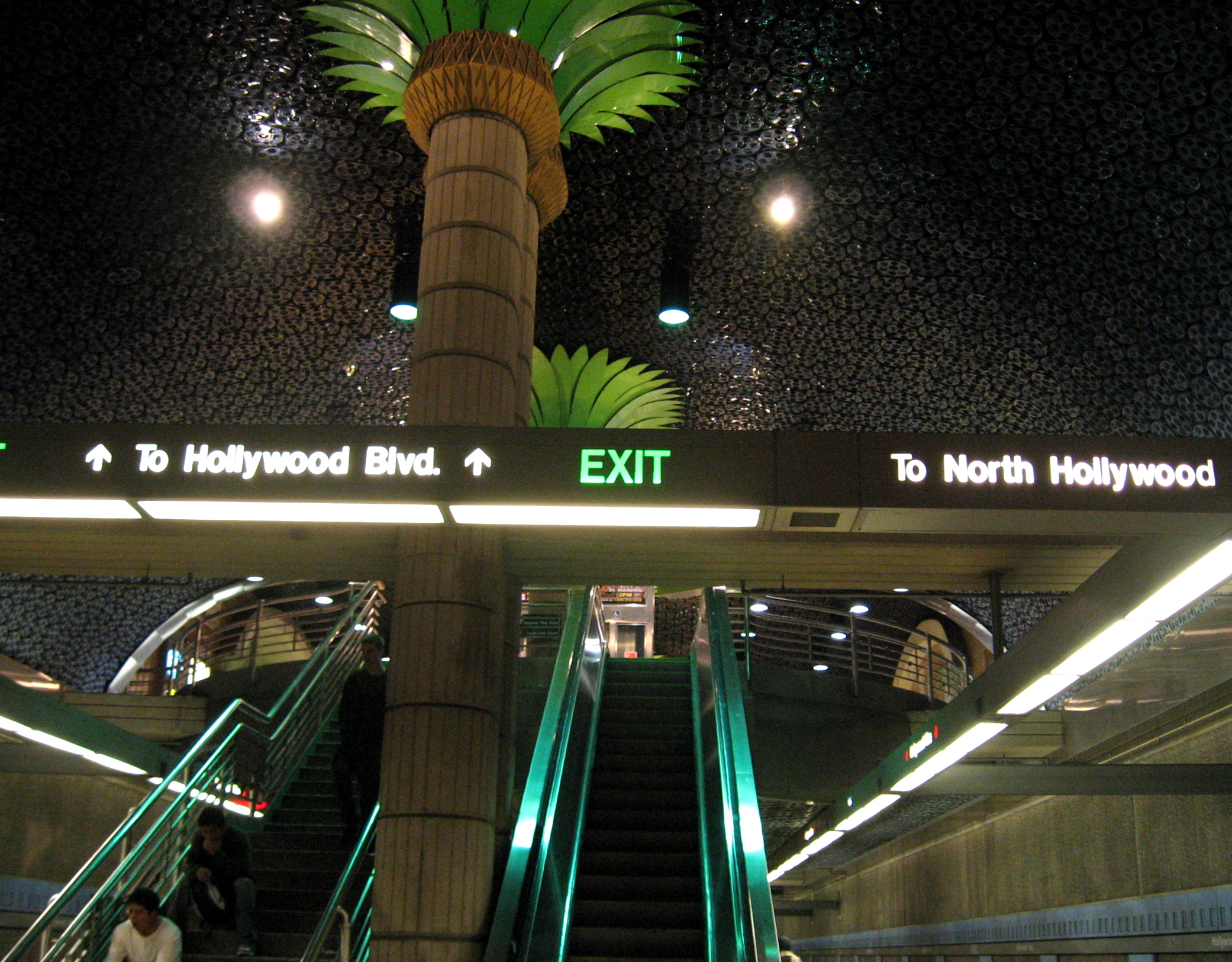
Schody prowadzące na stację metra Hollywood/Vine

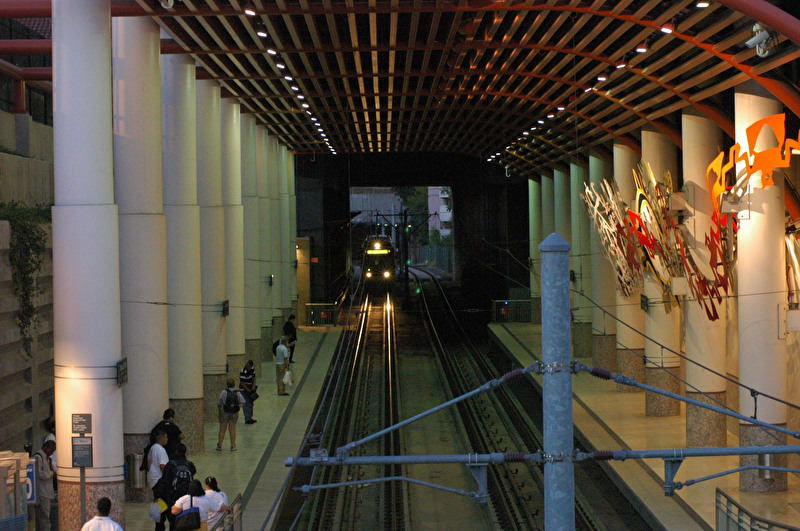
Perony stacji Memorial Park

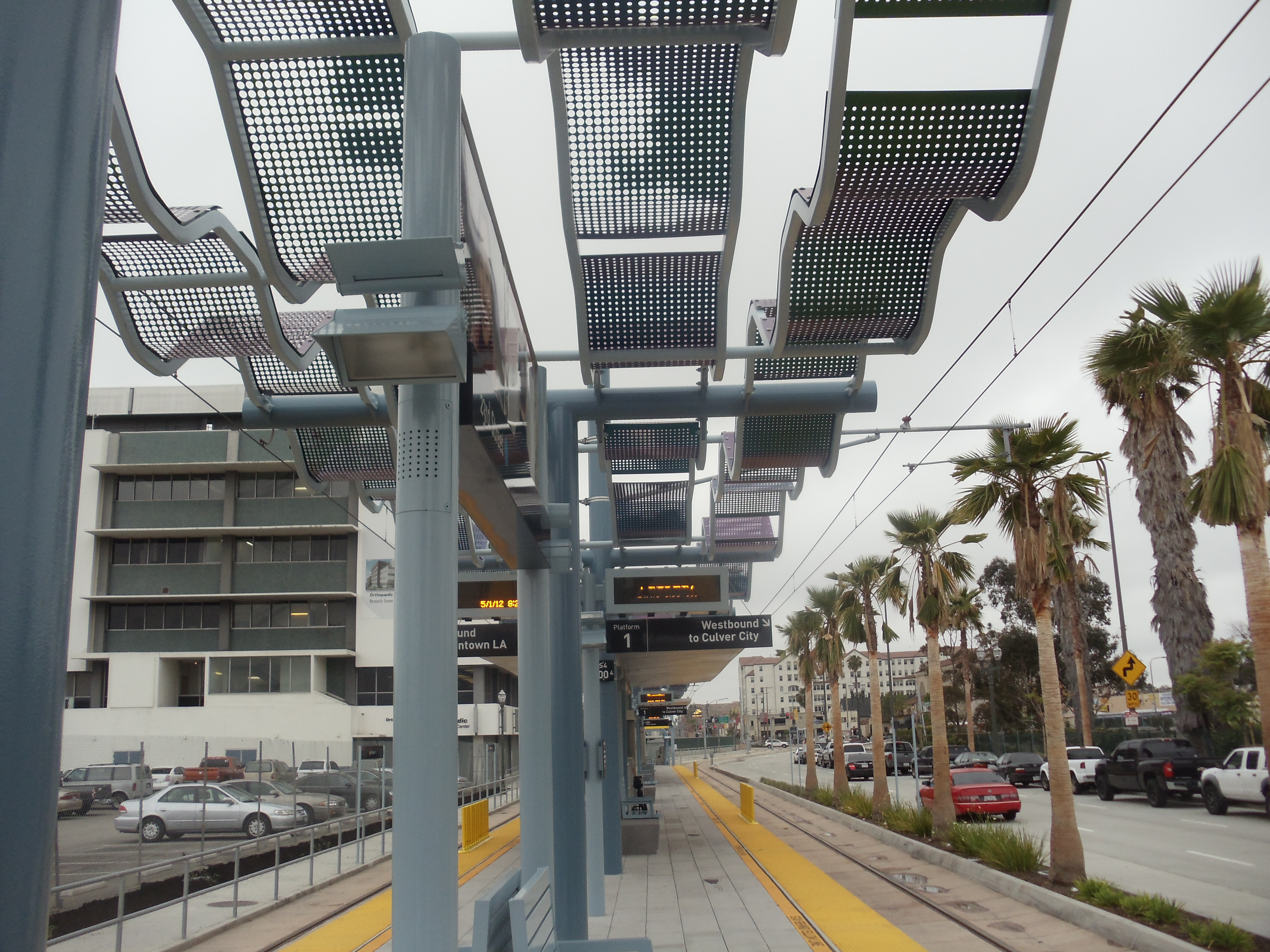
Peron stacji 23rd Street

Poniższa tabela zawiera listę wszystkich stacji obsługiwanych przez Metro Rail. Na stacjach obsługiwanych przez więcej niż jedną linię, linie są wymienione w kolejności od otwarcia.
| *  | Stacja węzłowa           |
| †  | Stacja węzłowa i końcowa |
| ** | Stacja końcowa           |

| Stacja                     | Linia/ie                                                  | Lokalizacja                                       | Data otwarcia     |
| -------------------------- | --------------------------------------------------------- | ------------------------------------------------- | ----------------- |
| 1st Street                 | Niebieska linia                                           | Long Beach                                        | 14 lipca 1990     |
| 5th Street                 | Niebieska linia                                           | Long Beach                                        | 14 lipca 1990     |
| 7th Street/Metro Center†   | Niebieska linia Czerwona linia Fioletowa linia Linia Expo | Los Angeles (Financial District)                  | 14 lutego 1991    |
| 17th Street/Santa Monica   | Linia Expo                                                | Santa Monica                                      | 20 maja 2016      |
| 23rd Street                | Linia Expo                                                | Los Angeles (South Los Angeles)                   | 28 kwietnia 2012  |
| 26th Street/Bergamot       | Linia Expo                                                | Santa Monica                                      | 20 maja 2016      |
| 103rd Street/Watts Towers  | Niebieska linia                                           | Los Angeles (Watts)                               | 14 lipca 1990     |
| Allen                      | Złota linia                                               | Pasadena                                          | 14 lipca 1990     |
| Anaheim Street             | Niebieska linia                                           | Long Beach                                        | 14 lipca 1990     |
| Anaheim Street             | Niebieska linia                                           | Long Beach                                        | 14 lipca 1990     |
| APU/Citrus College         | Złota linia                                               | Azusa                                             | 5 marca 2016      |
| Artesia                    | Niebieska linia                                           | Compton                                           | 14 lipca 1990     |
| Atlantic**                 | Złota linia                                               | East Los Angeles                                  | 15 listopada 2009 |
| Avalon                     | Zielona linia                                             | Los Angeles (South Los Angeles)                   | 12 sierpnia 1995  |
| Aviation/LAX               | Zielona linia                                             | Los Angeles (Westchester)                         | 12 sierpnia 1995  |
| Azusa Downtown             | Złota linia                                               | Los Angeles (Westchester)                         | 5 marca 2016      |
| Chinatown                  | Złota linia                                               | Los Angeles (Chinatown)                           | 6 marca 2016      |
| Civic Center/Grand Park    | Czerwona linia Fioletowa linia                            | Los Angeles (Civic Center)                        | 30 stycznia 1993  |
| Compton                    | Niebieska linia                                           | Compton                                           | 14 lipca 1990     |
| Crenshaw/I-105             | Zielona linia                                             | Hawthorne                                         | 12 sierpnia 1995  |
| Culver City                | Linia Expo                                                | Culver City                                       | 20 czerwca 2012   |
| Del Amo                    | Niebieska linia                                           | Rancho Dominguez                                  | 14 lipca 1990     |
| Del Mar                    | Złota linia                                               | Pasadena                                          | 26 lipca 2003     |
| Downtown Long Beach**      | Niebieska linia                                           | Long Beach                                        | wrzesień 1990     |
| Downtown Santa Monica**    | Linia Expo                                                | Pasadena                                          | 20 maja 2016      |
| Douglas                    | Zielona linia                                             | El Segundo                                        | 12 sierpnia 1995  |
| Duarte/City of Hope        | Złota linia                                               | Duarte                                            | 6 marca 2016      |
| East L.A. Civic Center     | Złota linia                                               | East Los Angeles                                  | 15 listopada 2009 |
| El Segundo                 | Zielona linia                                             | El Segundo                                        | 12 sierpnia 1995  |
| Expo/Bundy                 | Linia Expo                                                | Los Angeles Jefferson Park                        | 20 maja 2016      |
| Expo/Crenshaw              | Linia Expo                                                | Los Angeles Jefferson Park                        | 28 kwietnia 2012  |
| Expo/La Brea               | Linia Expo                                                | Los Angeles Baldwin Hills                         | 28 kwietnia 2012  |
| Expo Park/USC              | Linia Expo                                                | Los Angeles University Park                       | 28 kwietnia 2012  |
| Expo/Sepulveda             | Linia Expo                                                | Los Angeles West Los Angeles                      | 20 maja 2016      |
| Expo/Vermont               | Linia Expo                                                | Los Angeles University Park                       | 28 kwietnia 2012  |
| Expo/Western               | Linia Expo                                                | Los Angeles University Park                       | 28 kwietnia 2012  |
| Farmdale                   | Linia Expo                                                | Los Angeles Jefferson Park                        | 20 czerwca 2012   |
| Fillmore                   | Złota linia                                               | Pasadena                                          | 26 lipca 2003     |
| Firestone                  | Niebieska linia                                           | Walnut Park                                       | 14 lipca 1990     |
| Florence                   | Niebieska linia                                           | Florence                                          | 14 lipca 1990     |
| Grand/LATTC                | Niebieska linia                                           | Los Angeles (Historic South Central)              | 14 lipca 1990     |
| Harbor Freeway             | Zielona linia                                             | Los Angeles (South Los Angeles)                   | 12 sierpnia 1995  |
| Hawthorne/Lennox           | Zielona linia                                             | Hawthorne                                         | 12 sierpnia 1995  |
| Heritage Square/Arroyo     | Złota linia                                               | Los Angeles (Mt. Washington i Montecito Heights)  | 26 lipca 2003     |
| Highland Park              | Złota linia                                               | Los Angeles (Highland Park)                       | 26 lipca 2003     |
| Hollywood/Highland         | Czerwona linia                                            | Los Angeles (Hollywood)                           | 24 czerwca 2000   |
| Hollywood/Vine             | Czerwona linia                                            | Los Angeles (Hollywood)                           | 12 czerwca 1999   |
| Hollywood/Western          | Czerwona linia                                            | Los Angeles (East Hollywood)                      | 12 czerwca 1999   |
| Indiana                    | Złota linia                                               | Los Angeles (Boyle Heights)                       | 15 listopada 2009 |
| Irwindale                  | Złota linia                                               | Irwindale                                         | 6 marca 2016      |
| Jefferson/USC              | Linia Expo                                                | Los Angeles (University Park)                     | 28 kwietnia 2012  |
| La Cienega/Jefferson       | Linia Expo                                                | Los Angeles Baldwin Hills                         | 28 kwietnia 2012  |
| Lake                       | Złota linia                                               | Pasadena                                          | 26 lipca 2003     |
| Lakewood                   | Zielona linia                                             | Downey                                            | 12 sierpnia 1995  |
| Lincoln/Cypress            | Złota linia                                               | Los Angeles (Lincoln Heights i Cypress Park)      | 26 lipca 2003     |
| Little Tokyo/Arts District | Złota linia                                               | Los Angeles (Little Tokyo i Arts District)        | 15 listopada 2009 |
| Long Beach/I-105           | Zielona linia                                             | Lynwood                                           | 12 sierpnia 1995  |
| Maravilla}                 | Złota linia                                               | East Los Angeles                                  | 15 listopada 2009 |
| Mariachi Plaza             | Złota linia                                               | Los Angeles (Boyle Heights)                       | 15 listopada 2009 |
| Mariposa                   | Zielona linia                                             | El Segundo                                        | 12 sierpnia 1995  |
| Memorial Park              | Złota linia                                               | Pasadena                                          | 26 lipca 2003     |
| Monrovia                   | Złota linia                                               | Arcadia                                           | 5 marca 2016      |
| North Hollywood**          | Czerwona linia                                            | Los Angeles (North Hollywood)                     | 24 czerwca 2000   |
| Norwalk**                  | Zielona linia                                             | Norwalk                                           | 12 sierpnia 1995  |
| Pacific Avenue             | Niebieska linia                                           | Long Beach                                        | wrzesień 1990     |
| Pacific Coast Highway      | Niebieska linia                                           | Long Beach                                        | 14 lipca 1990     |
| Pershing Square            | Czerwona linia Fioletowa linia                            | Los Angeles (Financial District)                  | 30 stycznia 1993  |
| Palms                      | Linia Expo                                                | Los Angeles (Palms)                               | 20 maja 2016      |
| Pico                       | Niebieska linia Linia Expo                                | Los Angeles (South Park)                          | 14 lipca 1990     |
| Pico/Aliso                 | Złota linia                                               | Los Angeles (Boyle Heights)                       | 15 listopada 2009 |
| Redondo Beach**            | Zielona linia                                             | Redondo Beach                                     | 12 sierpnia 1995  |
| San Pedro                  | Niebieska linia                                           | Los Angeles (Historic South Central)              | 14 lipca 1990     |
| Sierra Madre Villa**       | Złota linia                                               | Pasadena                                          | 26 lipca 2003     |
| Slauson                    | Niebieska linia                                           | Florence                                          | 14 lipca 1990     |
| Soto                       | Złota linia                                               | Los Angeles (Boyle Heights)                       | 15 listopada 2009 |
| South Pasadena             | Złota linia                                               | South Pasadena                                    | 26 lipca 2003     |
| Southwest Museum           | Złota linia                                               | Los Angeles (Mt. Washington)                      | 26 lipca 2003     |
| Union Station†             | Czerwona linia Złota linia Fioletowa linia                | Los Angeles (Los Angeles Plaza Historic District) | 30 stycznia 1993  |
| Universal City/Studio City | Czerwona linia                                            | Los Angeles (Studio City)                         | 24 czerwca 2000   |
| Vermont/Athens             | Zielona linia                                             | Los Angeles (South Los Angeles) i Athens          | 12 sierpnia 1995  |
| Vermont/Beverly            | Czerwona linia                                            | Los Angeles (Koreatown)                           | 12 czerwca 1999   |
| Vermont/Santa Monica       | Czerwona linia                                            | Los Angeles (East Hollywood)                      | 12 czerwca 1999   |
| Vermont/Sunset             | Czerwona linia                                            | Los Angeles (East Hollywood)                      | 12 czerwca 1999   |
| Vernon                     | Niebieska linia                                           | Los Angeles (South Los Angeles)                   | 14 lipca 1990     |
| Wardlow                    | Niebieska linia                                           | Long Beach                                        | 14 lipca 1990     |
| Washington                 | Niebieska linia                                           | Los Angeles (South Los Angeles)                   | 14 lipca 1990     |
| Westlake/MacArthur Park    | Czerwona linia Fioletowa linia                            | Los Angeles (Westlake)                            | 30 stycznia 1993  |
| Westwood/Rancho Park       | Linia Expo                                                | Los Angeles (Rancho Park)                         | 20 maja 2016      |
| Willow Street              | Niebieska linia                                           | Long Beach                                        | 14 lipca 1990     |
| Willowbrook/Rosa Parks*    | Niebieska linia Zielona linia                             | Willowbrook                                       | 14 lipca 1990     |
| Wilshire/Normandie         | Fioletowa linia                                           | Los Angeles (Mid-Wilshire i Koreatown)            | 22 maja 1996      |
| Wilshire/Vermont*          | Czerwona linia Fioletowa linia                            | Los Angeles (Mid-Wilshire i Koreatown)            | 22 maja 1996      |
| Wilshire/Western**         | Fioletowa linia                                           | Los Angeles (Mid-Wilshire i Koreatown)            | 22 maja 1996      |

## Uwaga
Union Station rozpoczęła swoje funkcjonowanie jako stacja metra w dniu 30 stycznia 1993 roku, lecz jako stacja kolei podmiejskiej i międzymiastowej działa od dnia 5 maja 1939 roku.